# Alive (Lied)
Alive ist ein Grunge-Song der Band Pearl Jam aus dem Jahr 1991. Es war die erste Single der Band und Teil des Debütalbums Ten (1991).

## Entstehung und Veröffentlichung
Das Stück hieß ursprünglich Dollar Short und wurde vom Rhythmusgitarristen der Band, Stone Gossard, komponiert. Es war auf einem Demotape enthalten, mit dem die Band einen Sänger zu finden hoffte. Eddie Vedder hatte das Tape erhalten und einen fiktionalen Text geschrieben, der auch einige persönliche Erfahrungen verarbeitete. Dabei ging es um die Zeit, als ihm erzählt wurde, dass der Mann, den er als seinen Vater kannte, dies in Wirklichkeit nicht war.
Das Lied wurde am 29. Januar 1991 in den London Bridge Studios, Seattle, Washington aufgenommen, damals noch unter dem ursprünglichen Bandnamen Mookie Blaylock. Das lange Gitarrensolo von Mike McCready wurde im Juni 1991 in den Ridge Farm Studios, Dorking, England, aufgenommen. Mischer Tim Palmer ließ McCready das Solo nach mehreren Anläufen umgestalten. Schließlich nahm er es in einem Stück auf.
Die Erstveröffentlichung von Alive erfolgte als Single am 2. August 1991 bei Epic Records. Diese erschien als CD-Maxi-Single mit den B-Seiten Once und Wash. Am 27. August 1991 erschien das Lied als Teil von Pearl Jams Debütalbum Ten.

## Rezensionen
Steve Huey von Allmusic schrieb, das Stück sei nicht so ein großer Hit gewesen wie die folgenden Singles, aber es habe geholfen, Pearl Jam bekannt zu machen: „While ,Alive‘ had a big, stadium-ready chorus, it was also subtler, less macho, and less grandiose than true arena rock.“ (dt. Während Alive einen starken, stadiontauglichen Refrain hatte, war es gleichzeitig subtiler, weniger betont maskulin und weniger bombastisch als echter Stadionrock.)

## Kommerzieller Erfolg

### Chartplatzierungen
| ChartsChartplatzierungen     | Höchstplatzierung | Wochen |
| ---------------------------- | ----------------- | ------ |
| Deutschland (GfK)            | 44 (5 Wo.)        | 5      |
| Vereinigtes Königreich (OCC) | 16 (6 Wo.)        | 6      |

### Auszeichnungen für Musikverkäufe
| Land/Region                  | Auszeichnungen für Musikverkäufe (Land/Region, Auszeichnung, Verkäufe) | Verkäufe |
| ---------------------------- | ---------------------------------------------------------------------- | -------- |
| Australien (ARIA)            | Gold                                                                   | 35.000   |
| Brasilien (PMB)              | Gold                                                                   | 30.000   |
| Dänemark (IFPI)              | Gold                                                                   | 45.000   |
| Italien (FIMI)               | Gold                                                                   | 25.000   |
| Neuseeland (RMNZ)            | 2× Platin                                                              | 60.000   |
| Spanien (Promusicae)         | Gold                                                                   | 30.000   |
| Vereinigtes Königreich (BPI) | Gold                                                                   | 400.000  |
| Insgesamt                    | 6× Gold · 2× Platin ·                                                  | 625.000  |

Hauptartikel: Pearl Jam/Auszeichnungen für Musikverkäufe